# Pseudamastus alsa
Pseudamastus alsa là một loài bướm đêm thuộc phân họ Arctiinae, họ Erebidae.